# Dix-huit Leçons sur la société industrielle
 (décembre 2018).
- Si vous ne connaissez pas le sujet, laissez ce bandeau (vous pouvez alors contacter les auteurs).
- Si vous supprimez le contenu mis en cause (vous pouvez préalablement contacter les auteurs),

argumentez précisément cette suppression dans la page de discussion
(un manque de référence n'est pas un argument ; une recherche réelle de référence doit avoir été effectuée, être formellement documentée).
Dix-huit Leçons sur la société industrielle est une œuvre de Raymond Aron, publiée en 1962. 

## Introduction
Cet ouvrage est la reprise de cours professés en Sorbonne en 1955 et 1956. Les quatre premières leçons présentent un caractère très général, définissant la sociologie, confrontant les pensées de Marx, Tocqueville et Montesquieu quant à la notion de progrès et d'évolution sociale. Dans les leçons suivantes, Raymond Aron compare les sociétés industrielles capitalistes et soviétiques en cherchant à en dégager les dynamiques. 

## Première idée
Raymond Aron explique tout d'abord comment les sociétés industrielles sont caractérisées par la recherche du progrès. Avant la révolution industrielle, les évolutions étaient plus lentes. Chaque génération cherchait simplement à vivre comme la génération précédente. Mais dans les sociétés industrielles apparues aux XIXe et XXe siècles, recherche de progrès et croissance de la production deviennent la norme. Le progrès économique se mesure ainsi par l'augmentation de la quantité de valeur produite par l'individu ou la collectivité. La croissance est une transformation quantitative mesurable. On ne la distingue pas réellement du développement car elle le suppose ou l'entraîne.
De manière corollaire, la croissance industrielle nécessite d'incessantes évolutions techniques, d'incessantes réorganisations de l'appareil industriel, pour augmenter la production et la productivité. Une économie en croissance rapide est donc une économie en perpétuelle évolution. La croissance conduit ainsi à de profonds changements sociaux et politiques.

## Deuxième idée
Raymond Aron étudie de manière ciblée le modèle soviétique. Au moment où ces cours sont donnés, la croissance soviétique est la plus forte du monde : Raymond Aron constate qu'entre 1928 et 1955, les Soviétiques ont élevé leur pays au second rang mondial et ont multiplié par dix leur production industrielle. La croissance de leur industrie est toujours supérieure à celle des États-Unis en 1955. Néanmoins, cette croissance quantitative dissimule d'importants phénomènes qualitatifs. Elle a nécessité des transferts forcés de population des campagnes vers les villes, où les conditions de logement sont déplorables. La consommation et le niveau de vie des populations n'a pas augmenté dans le même temps. Ainsi, « si le but principal d'un système économique est d'élever le plus rapidement possible le niveau de vie de la population, le système a été peu efficace. En revanche, si l'objectif majeur du système économique est de renforcer la puissance de la collectivité, le jugement est tout autre. »
Dans les faits, le modèle soviétique est à la fois le résultat de la planification et des circonstances. Les planificateurs ont d'abord cherché à établir une base de puissance par l'industrie lourde. La faible productivité a nécessité une main d’œuvre énorme qu'il a fallu aller chercher dans les campagnes. C'est alors qu'il est apparu nécessaire de collectiviser les fermes. Ce choix a conduit à une première famine en 1932-1933. L'économie de guerre, la volonté de rattraper le monde capitaliste, et le vœu d'un effet d'entraînement de l'industrie lourde vers les industries plus légères justifiaient de donner la priorité à l'industrie lourde. Or, le système de la planification et de la collectivisation ne permet pas de développer efficacement l'agriculture et le commerce. Pourtant, « ce qui, à échéance, déterminera le succès ou l'échec du système soviétique au point de vue économique, c'est l'évolution dans l'agriculture ».
Autre observation : le modèle soviétique est contraint de s'appuyer sur des pratiques totalitaires. En effet, la planification centrale de l'économie exclut la démocratie politique. L'État doit fixer des règles, inciter à tout prix à produire plus, et imposer un mode de vie, alors même qu'il ne correspond pas aux attentes de la population. Au total, le système n'est pas efficace : les prix sont le reflet d'une volonté politique et n'ont aucun rôle de régulation. Les bases mêmes du raisonnement sont fragiles : « il n'est pas démontré que le régime qui produit le plus soit à d'autres égards le plus désirable, et il n'est pas démontré que le régime le plus équitable soit en même temps le plus efficace ». On peut enfin s'attendre à ce que les revendications de la population augmentent à cause des privations qu'elle subit.

## Troisième idée
Raymond Aron démontre enfin que le modèle capitaliste conduit à la démocratie. 
Le système capitaliste repose sur la propriété privée des moyens de production. Il est générateur d'inégalités et repose sur une forme d'exploitation de la main d’œuvre. Pourtant ce système n'est pas immoral : l'essentiel des profits sont réinvestis et l'essentiel de la plus-value (concept marxiste) ne revient pas aux capitalistes ; les marchés, les consommateurs, les syndicats, l’État, sont autant de contre-pouvoirs. Le système capitaliste est enfin très divers (diversité des entreprises, de leur taille...) et donc flexible. 
Enfin, l'idée marxiste d'autodestruction du capitalisme à cause de l'insuffisance du pouvoir d'achat créé au fur et à mesure de la croissance par suite d'une répartition de plus en plus inégalitaire des revenus, ou encore à cause de rendements décroissants du capital, n'est pas démontrée.
D'autre part, le capitalisme conduit à la démocratie et à un ralentissement de la croissance. 
- La qualification de la main d’œuvre conduit inexorablement à des aspirations égalitaires.
- L'augmentation en qualité et la complexification de la production augmentent les besoins en main d’œuvre qualifiée.
- La société n'étant plus fondée sur des inégalités de statut, naissance ou hérédité, mais sur la fonction de chacun, les idées égalitaires sont forcées d'émerger.
- On constate en Grande Bretagne, France, Belgique et Allemagne une intervention accrue des États en faveur de la diminution de temps de travail, ou de la réduction des inégalités de revenus. Cette "socialisation de l'économie" ne peut que conduire à un ralentissement de la croissance.
- Par ailleurs l'importance des transferts sociaux des riches vers les pauvres risque de démotiver les travailleurs car les revenus seront moins différenciés en fonction des efforts fournis. L'importance des prélèvements sur les entreprises va aussi limiter leurs investissements.

Le capitalisme va ainsi se paralyser lui-même, au fur et à mesure qu'il vieillit.

## Conclusion
L'histoire a confirmé certaines des idées de Raymond Aron de 1955. La croissance des pays capitalistes s'est effectivement ralentie, et l'économie soviétique s'est écroulée.

## Documentaire
- Raymond  Aron  sur  son  livre « Dix-huit  leçons  sur  la  société  industrielle », Adavision.net